# Monte Campbell
Il Mount Campbell (in lingua inglese: Mount Campbell) è una prominente montagna antartica, alta circa 3.790 m, situata 5,6 km a sudest del Monte Wade, nelle Prince Olav Mountains, catena montuosa che fa parte dei Monti della Regina Maud, in Antartide. 
Fu scoperto e fotografato dall'United States Antarctic Program (USAS) nel 1939-41. Il monte fu ispezionato dal geofisico statunitense Albert P. Crary (1911-1997) nel 1957-58.
La denominazione è stata assegnata dallo stesso Crary in onore di Joel Campbell,  dell'U.S. Coast and Geodetic Survey, che era Antarctic Project Leader (responsabile dei progetti antartici) per gli studi geomagnetici nel periodo 1957-60.